# Hypochaeris setosa
Hypochaeris setosa là một loài thực vật có hoa trong họ Cúc. Loài này được Formánek mô tả khoa học đầu tiên năm 1897.